# Región de Maramureș

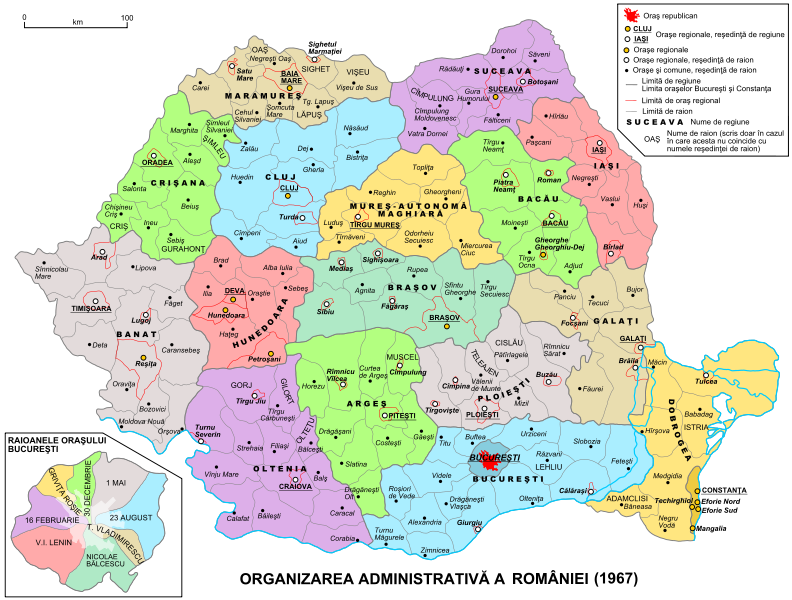
MARAMUREŞ Región dentro de la división administrativa de Rumania (1960 - 1968)

La región de Maramureș fue una división administrativo-territorial ubicada en la parte noroeste de la República Popular de Rumania, establecida en 1960 (cuando se abolió la región de Baia Mare ) y que existió hasta 1968, cuando se abolieron las regiones.

## Historia
La capital de la región estaba en Baia Mare, y su territorio incluía un área similar a la de los actuales condados de Maramureș y Satu Mare .

## Límites de la región de Maramureș
Las fronteras de la región de Maramureș:
- 1960-1968: limitaba al este con la región de Suceava, al sur con las regiones de Cluj y Oradea, al oeste con la República Popular de Hungría y al norte con la RSS de Ucrania .

## Los distritos de la región de Maramureș
La región de Maramureș incluía los siguientes distritos:
- 1960-1968: Baia Mare, Carei, Cehu Silvaniei, Lăpuș (Tîrgu Lăpuș), Oaș (Negrești), Satu Mare, Sighet, Vişeu (Vişeul de Sus).